# Хасси, Томас Джон
Томас Джон Хасси (англ. Thomas John Hussey; 4 апреля 1792 — после 1866) — английский священник и астроном-любитель.

## Биография
Родился в Ламберхерсте, Кент, единственный сын преподобного Джона Хасси (погиб в 1799 в Аллахабаде) и Кэтрин Дженнингс. Окончил Тринити-колледж в Дублине, получил степень доктора богословия в 1835, после чего был назначен ректором школы в Хейзе, графство Кент (ныне — часть Лондона). Опубликовал несколько богословских сочинений в 1843—1845.
Будучи астрономом-любителем, Хасси организовал прекрасно оснащенную личную обсерваторию, для которой приобрёл 170-мм рефрактор работы И. Фраунгофера, рефлектор c 7-футовым (2,1 метра) фокусным расстоянием работы У. Гершеля, и 9,3-дюймовый телескоп григорианско-ньютоновской конструкции, а также ряд других инструментов.
У Хасси был обширный круг знакомых, с которыми он вёл переписку. Он был лично знаком с Ч. Дарвином, переписывался с сэром Д. Гершелем, сэром Д. Лаббоком, О. де Морганом, Ч. Бэббиджем, Д. Грейвсом и другими видными учёными и общественными деятелями.
Исследовал вращение Венеры, солнечные пятна, составлял звездные карты, за одну из которых был удостоен приза Берлинской Академии в 1831. Был одним из первых людей в Великобритании, которые обнаружили возвращение кометы Галлея 22 августа 1835. Результаты своих астрономических наблюдений представил Королевскому астрономическому обществу в 1847 в виде серии статей и заметок.
В ряде источников Хасси называется первым человеком, предположившим существование планеты Нептун.
Известно, что после публикации таблиц движения Урана французским астрономом А. Буваром, Хасси на основе собственных наблюдений обнаружил аномалии в орбите Урана и предположил, что они могут быть вызваны наличием внешней планеты. После этого Хасси посетил Бувара в Париже и обсудил с ним вопрос об этих аномалиях. Бувар обещал Хасси провести расчеты, необходимых для поиска гипотетической планеты, если найдет время для этого. В ноябре 1834 Хасси направил письмо знаменитому астроному Д. Б. Эйри (впоследствии занявшему должность Королевского астронома), где отмечает:

«Я имел разговор с Алексисом Буваром о предмете, над которым я часто размышлял и который, вероятно, вас заинтересует; ваше мнение определит и мое. Занимаясь много в последний год некоторыми наблюдениями Урана, я близко познакомился с таблицами Бувара для этой планеты. Кажущиеся необъяснимыми противоречия между „старыми“ и „новыми“ наблюдениями подсказали мне возможность существования некоторого возмущающего тела за орбитой Урана, которое остается пока неизвестным, поэтому не принималось до сих пор во внимание. Моя первая идея заключалась в том, чтобы установить эмпирически некоторое приближенное положение на небе этого предполагаемого тела, а затем приняться с моим большим рефлектором за работу, просматривая вокруг все малые звезды. Но я сам оказался полностью неспособным выполнить первую часть такой программы… Позднее в разговоре с Буваром я спросил его, может ли такое иметь место. Его ответ был утвердительным… и что по этому поводу он вел переписку с Ганзеном… На мой вопрос, можно ли получить положения эмпирически, а затем организовать поиски в близкой окрестности, он дал полностью положительный ответ. Он сказал при этом, что требующиеся для этого вычисления не столько трудны, сколько громоздки и что если бы у него было свободное время, то он бы их предпринял и передал результаты мне, как основу для проведения наблюдений именно в нужном малом участке неба».

Эйри на это ответил:

«Я много размышлял над неправильностями Урана… Это — загадка. Но я без колебаний высказываю мнение, что сейчас ещё нет ни малейшей надежды выяснить природу внешнего воздействия. Если же такое есть, то я очень сомневаюсь в возможности определить положение планеты, оказывающей это действие. Я уверен, что этого нельзя сделать, пока природа нерегулярностей не будет хорошо определена после нескольких последовательных оборотов Урана [вокруг Солнца]».

Поскольку продолжительность оборота Урана составляет 84 года, письмо Эйри охладило энтузиазм Хасси в поисках заурановой планеты. В результате планета Нептун была обнаружена лишь в 1846 И. Г. Галле на основе расчетов У. Ж. Ж. Леверье, который, по иронии судьбы, пользовался звёздной картой Хасси, отмеченной призом в 1831.
Хасси отошёл от астрономических наблюдений в 1838. Большинство инструментов его обсерватории были приобретены Даремским университетом
В его честь назван кратер на Марсе.